# Canton de Romans-sur-Isère-2
Le canton de Romans-sur-Isère-2 est une ancienne division administrative française située dans le département de la Drôme en région Rhône-Alpes, dans l'arrondissement de Valence.
Créé en 1973 par scission du canton de Romans-sur-Isère, il a été supprimé en mars 2015 à la suite du redécoupage des cantons du département.

## Composition
Il était composé des communes de :
| Communes                                                    | Population (2012) | Code postal | Code Insee |
| ----------------------------------------------------------- | ----------------- | ----------- | ---------- |
| Romans-sur-Isère (chef-lieu du canton), fraction de commune | 11 915            | 26100       | 26281      |
| Le Chalon                                                   | 218               | 26350       | 26068      |
| Châtillon-Saint-Jean                                        | 1 221             | 26750       | 26087      |
| Crépol                                                      | 526               | 26350       | 26107      |
| Génissieux                                                  | 1 981             | 26750       | 26139      |
| Miribel                                                     | 274               | 26350       | 26184      |
| Montmiral                                                   | 621               | 26750       | 26207      |
| Parnans                                                     | 681               | 26750       | 26225      |
| Saint-Bonnet-de-Valclérieux                                 | 218               | 26350       | 26297      |
| Saint-Laurent-d'Onay                                        | 144               | 26350       | 26310      |
| Saint-Michel-sur-Savasse                                    | 536               | 26750       | 26319      |
| Saint-Paul-lès-Romans                                       | 1 793             | 26750       | 26323      |
| Triors                                                      | 609               | 26750       | 26355      |

La fraction de Romans-sur-Isère incluse dans le canton était celle « non incluse dans le canton de Romans-sur-Isère-1 ».

## Historique
Le décret no 73-718 du 23 juillet 1973 a scindé le canton unique de Romans-sur-Isère en deux cantons dénommés Romans-sur-Isère-1 et Romans-sur-Isère-2.
À la suite du redécoupage des cantons du département de la Drôme, Romans-sur-Isère ne compte plus qu'un seul canton ; les autres communes sont rattachées aux cantons suivants :
- canton de Bourg-de-Péage : Romans-sur-Isère (fraction non comprise dans le canton éponyme) ;
- canton de Romans-sur-Isère : Châtillon-Saint-Jean, Génissieux, Romans-sur-Isère (nouvelle fraction définie dans le décret), Saint-Paul-lès-Romans et Triors ;
- canton de Drôme des collines : Le Chalon, Crépol, Miribel, Montmiral, Parnans, Saint-Bonnet-de-Valclérieux, Saint-Laurent-d'Onay et Saint-Michel-sur-Savasse.

## Administration
| Période | Période      | Identité              | Étiquette | Qualité |
| ------- | ------------ | --------------------- | --------- | --- |
| 1973    | 1990 (décès) | Étienne-Jean Lapassat | PS        | Professeur de droit public à l'Institut d'Etudes Politiques de Grenoble Maire de Romans-sur-Isère de 1983 à 1990 |
| 1990    | 2015         | Gérard Chaumontet     | PS        | Conseiller municipal de Romans-sur-Isère de 1995 à 2008 Vice-président du Conseil général                        |

## Démographie
| 1975 | 1982 | 1990   | 1999   | 2006   | 2011   | 2012   |
| ---- | ---- | ------ | ------ | ------ | ------ | ------ |
| -    | -    | 18 687 | 19 275 | 20 750 | 20 737 | 20 876 |